# Kleifarvatn
Kleifarvatn is het grootste meer op het schiereiland Reykjanes in het zuidwesten van IJsland. Het meer ligt in het zuiden van het schiereiland op de splijtzone van de Midden-Atlantische rug. Het meer is via een pad deels omloopbaar. Het meer is ongeveer 97 meter diep en bevat vis, vooral forel, die erin is uitgezet. Volgens de IJslanders zit er ook een monster in dit meer, ook al werd het nooit werkelijk gezien. Na een grote aardbeving in 2000 begon het meer water te verliezen, waarschijnlijk via een ondergrondse afvoer, en het oppervlak van het meer is sindsdien 20 procent kleiner geworden. Deze gebeurtenis heeft de IJslandse misdaadauteur Arnaldur Indriðason aangegrepen om het boek "Kleifarvatn" (in de Nederlandse vertaling: Koudegolf) te schrijven.
Het waterpeil is sinds begin 2008 weer aan het stijgen. De oorzaak is nog niet duidelijk, maar men neemt aan dat de fissuur waar het water door wegstroomde door het meegevoerde slik en modder deels verstopt is geraakt, waardoor de waterafvoer belemmerd wordt. Verder is geen aan- en afvoer van water via stroompjes of riviertjes en het waterpeil komt dan ook ruwweg overeen met de grondwaterstand.

## Bezienswaardigheden
Met name ten zuiden van het meer zijn er meerdere natuurlijke fenomenen die op vulkanische activiteit duiden. Zo ligt er het solfatarenveld of hete-bronnengebied Seltún. Dit gebied ligt vlak aan de weg en is eenvoudig te bereiken. Aan de andere kant ligt direct aan de weg Fúlipollur, een groot gat in de grond met kokende modder. Een stuk ten oosten hiervan ligt de Austurengjahver. Ook dit is een solfatarengebied, maar het is moeilijker bereikbaar. Er gaat geen weggetje, voetpad of schapenpaadje heen, dus de bezoeker zal zijn eigen weg moeten zoeken. De grond ter plaatse is erg zacht, er is geen veilig gebied afgezet en men benadert het gebied van de meest onveilige kant. Het gebied is derhalve zeer gevaarlijk en personen die onervaren met solfatorenvelden zijn dienen er ver weg van te blijven.

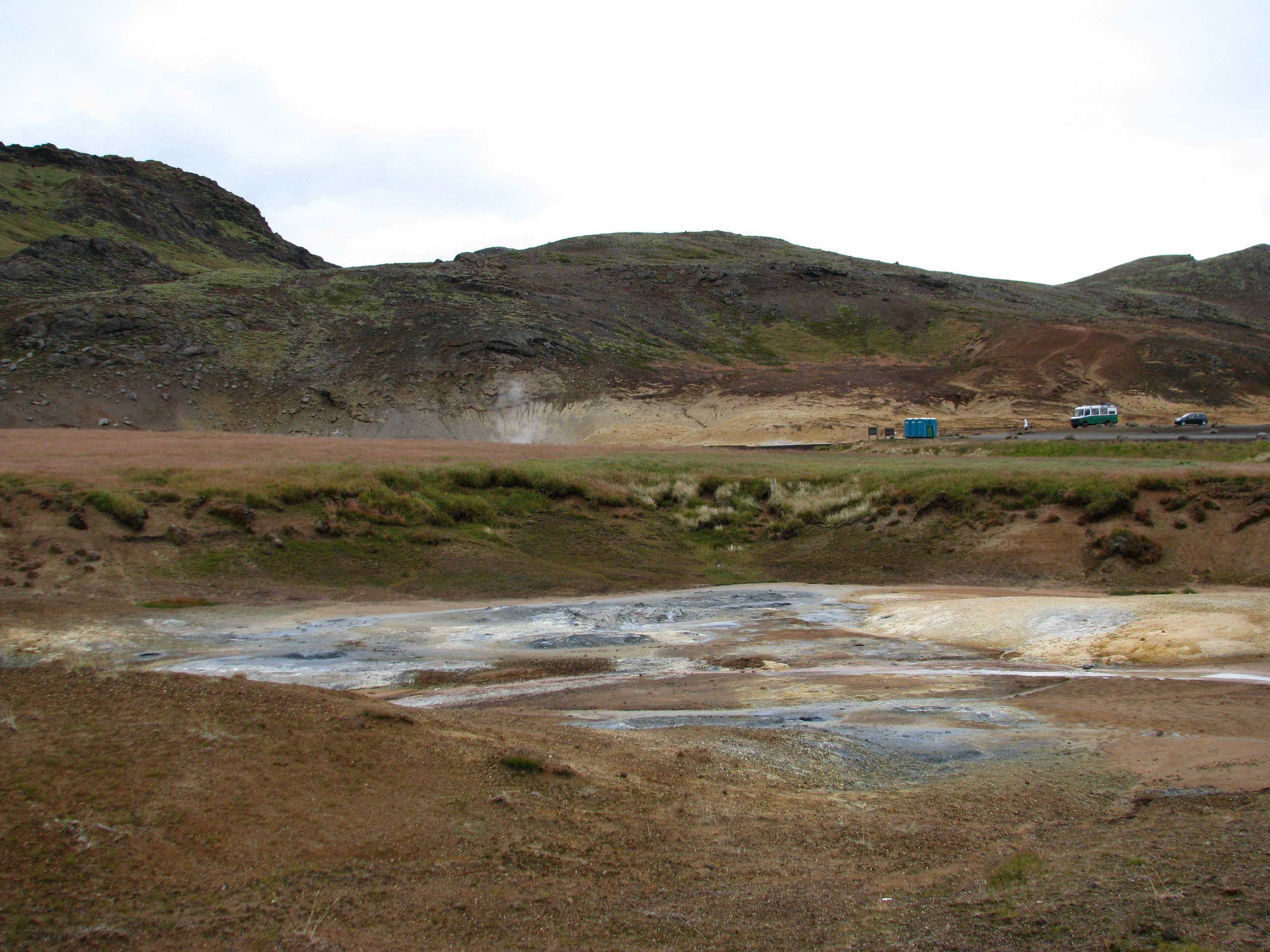
Seltún
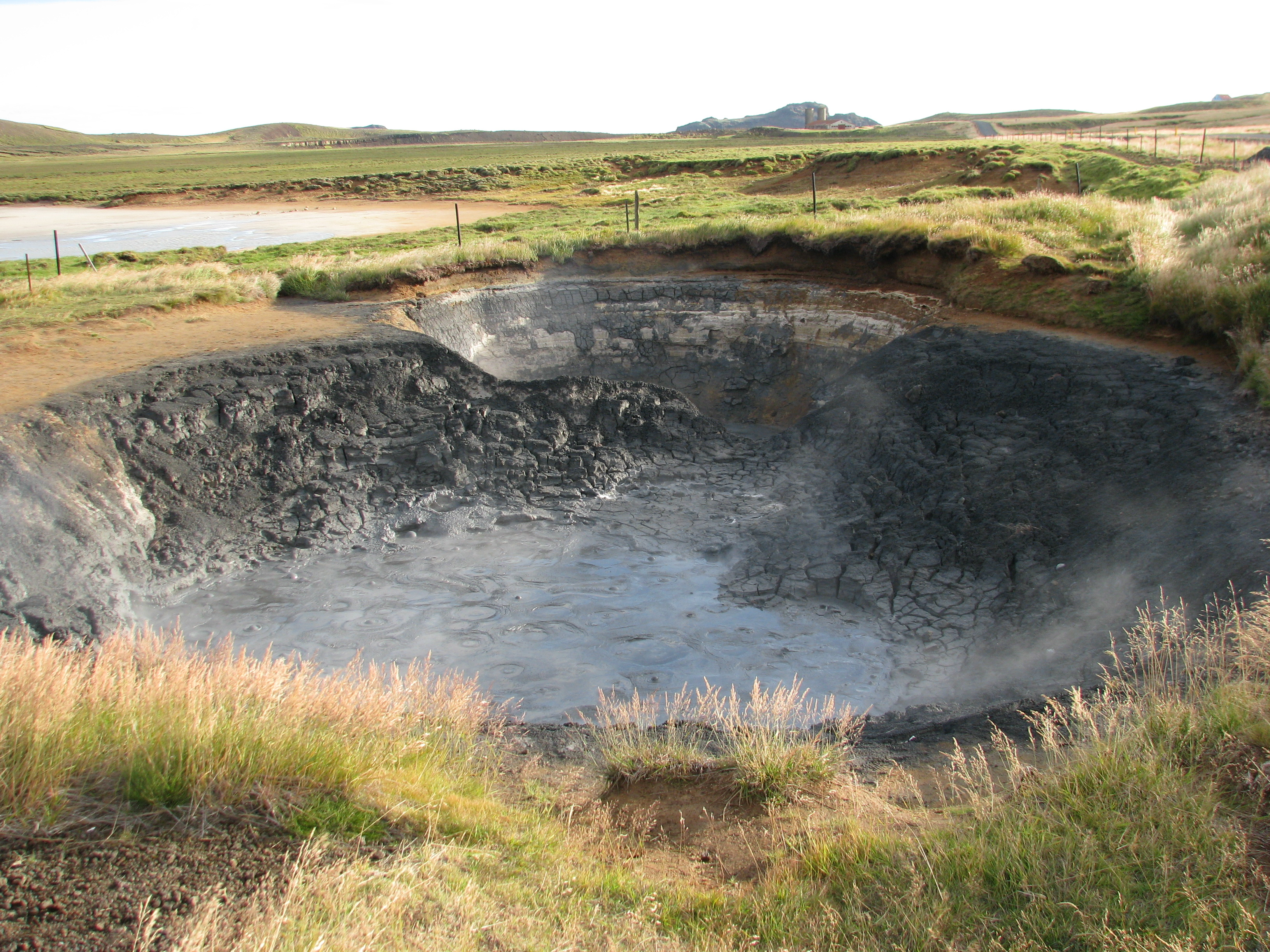
Fúlipollur
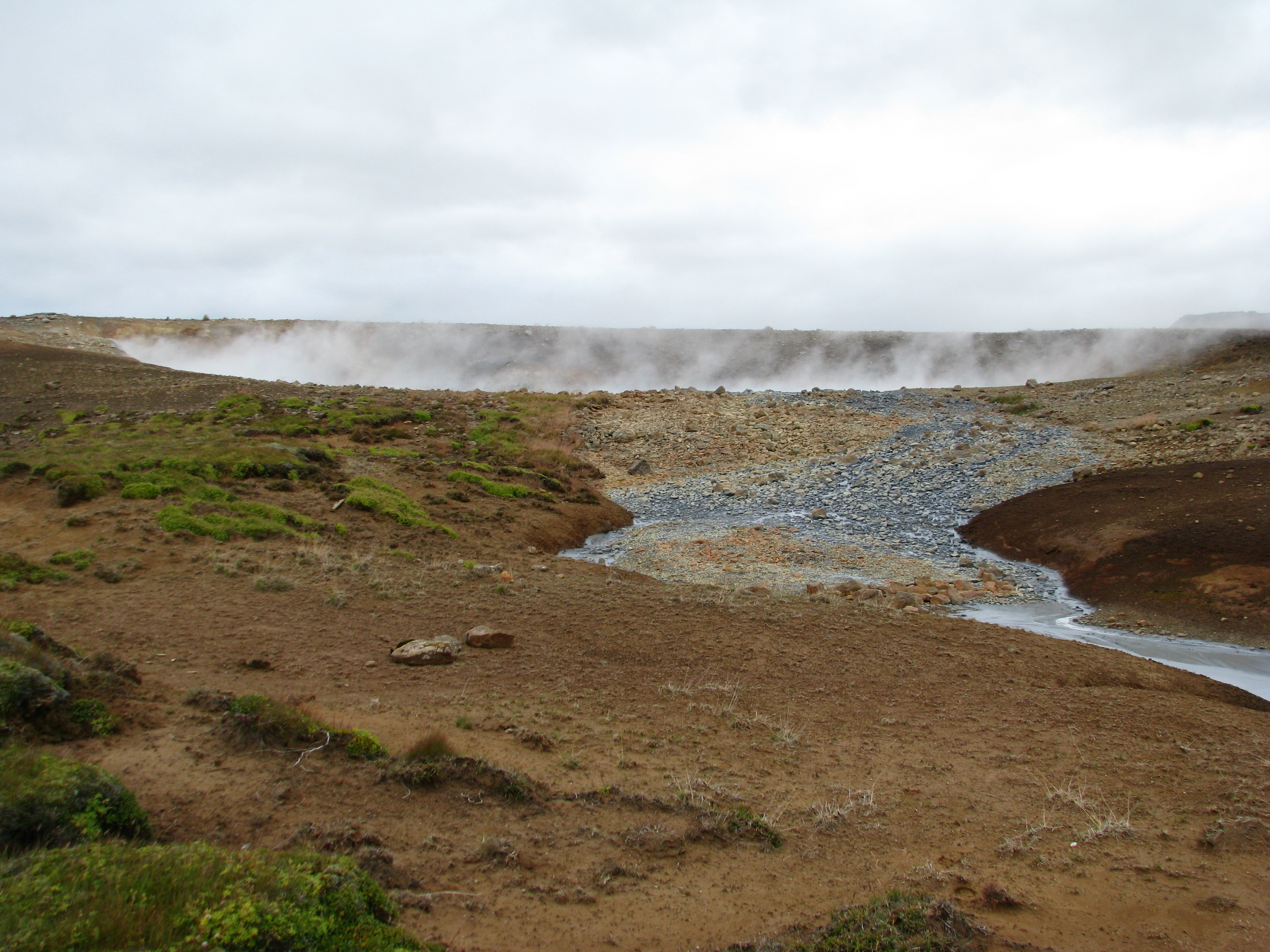
Austurengjahver

Even ten zuiden van Seltún ligt Grænavatn, een 44 meter diep meertje dat het restant van een explosiekrater is dat met groen water gevuld is (vandaar haar naam: Groen meer). Gestsstaðavatn ligt aan de andere kant van de weg.

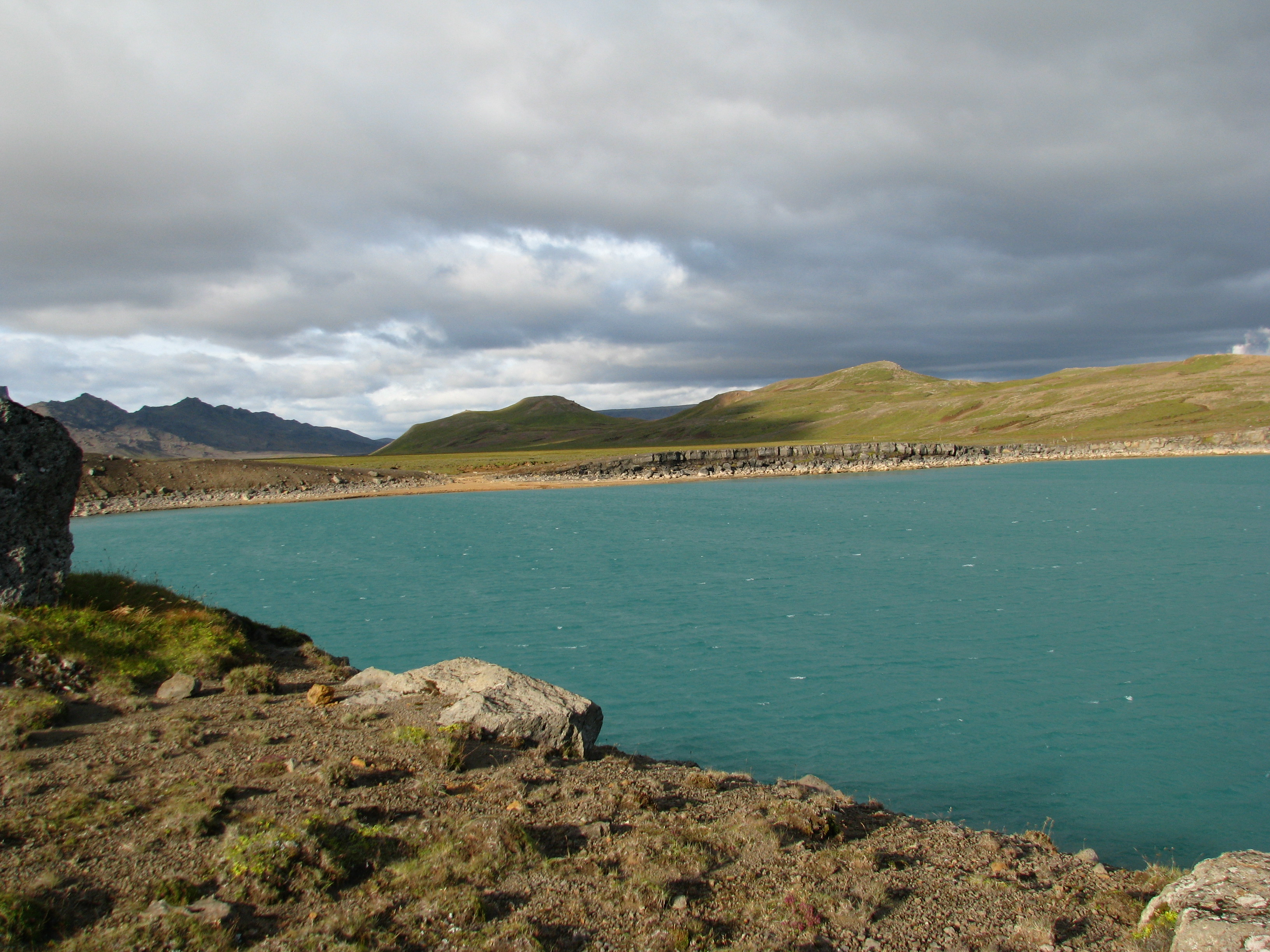
Grænavatn
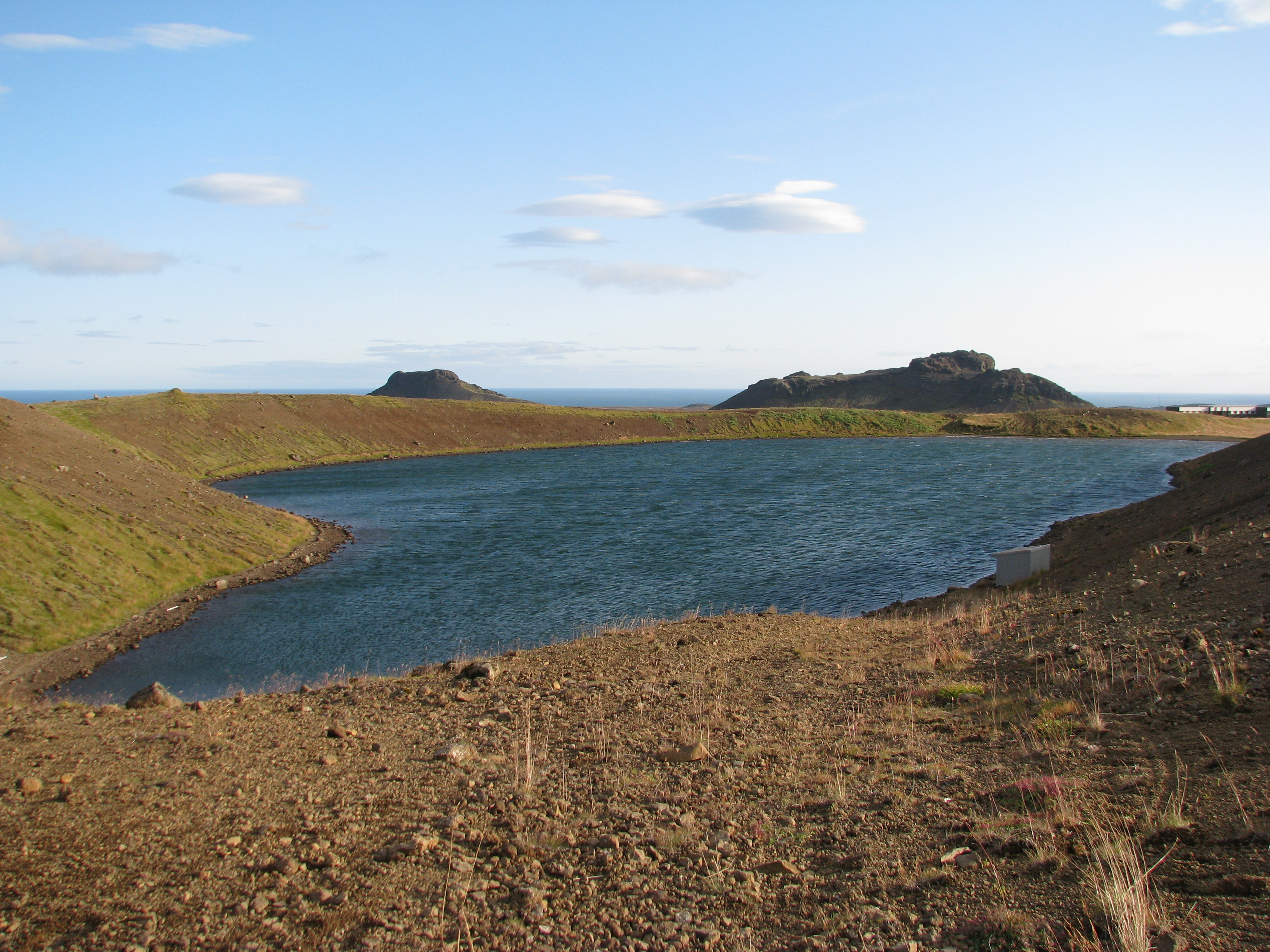
Geststaðavatn

Op een steenworp afstand hiervan ligt een stukje grond dat Krýsuvík heet, met daarop een kerkje: de Krýsuvíkurkirja. Dit kerkje is in 1857 gebouwd en in 1964 gerestaureerd. Begin 2010 is het kerkje afgebrand en het is niet duidelijk wat er met de restanten gaat gebeuren.

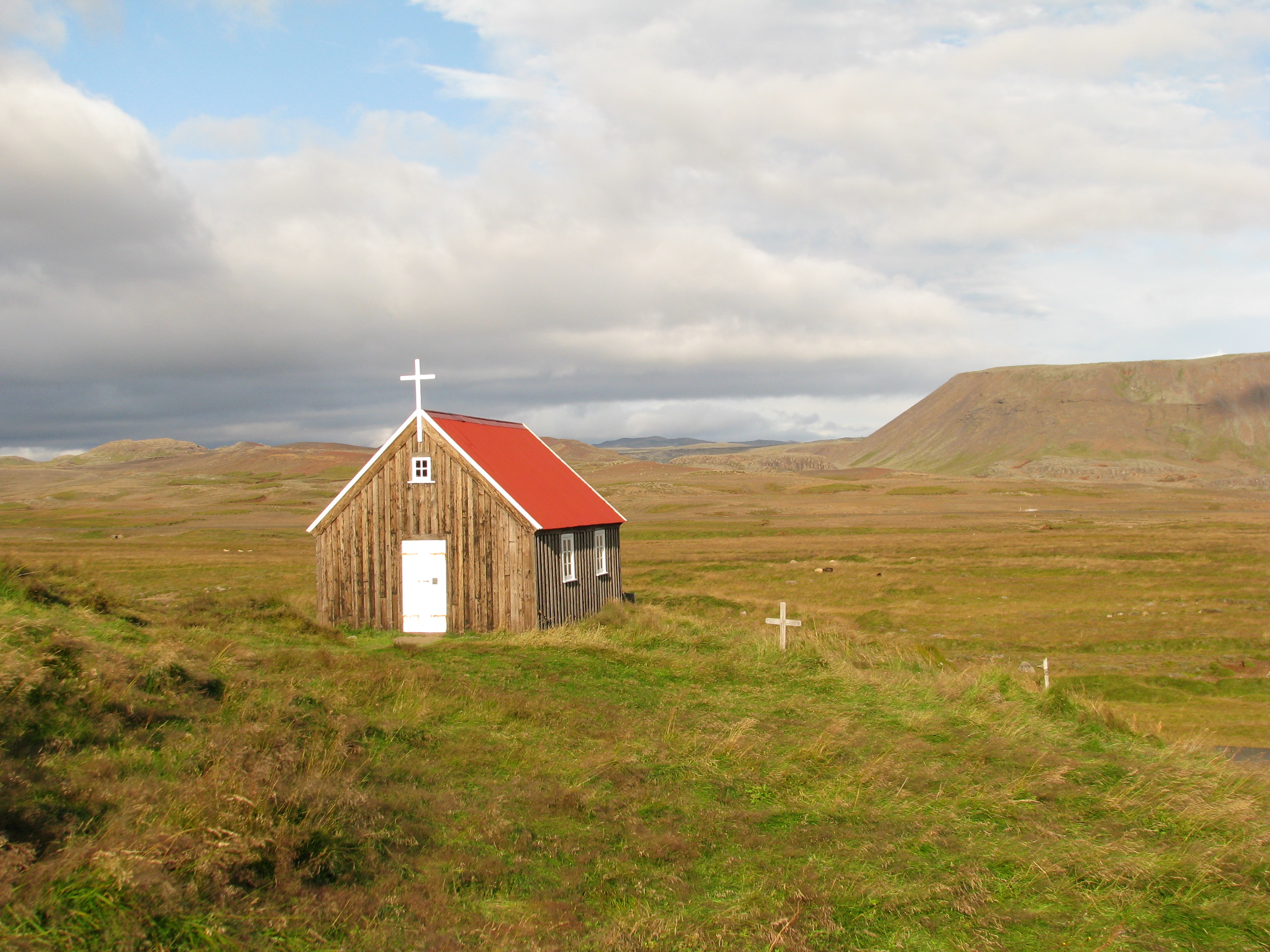
Krýsuvíkurkirja (voor de brand).

 De naam Krýsuvík wordt ook gebruikt voor de langgestrekte vulkanische berg die langs de westkant van het meer ligt evenals het vulkaansysteem dat aan de oorsprong van deze berg ligt.